# Lysmus oberthurinus
Lysmus oberthurinus là một loài côn trùng trong họ Osmylidae thuộc bộ Neuroptera. Loài này được Navás miêu tả năm 1910.